# László Felkai
László Felkai (ur. 1 marca 1941 w Budapeszcie, zm. 10 kwietnia 2014 tamże) – węgierski piłkarz wodny i pływak. Trzykrotny medalista olimpijski.
Na igrzyskach startował trzy razy i za każdym razem z drużyną waterpolistów sięgał po medale, największy sukces odnosząc w Tokio (złoto). W Rzymie startował także w konkurencji pływackiej (200 m stylem klasycznym), jednak odpadł we wczesnej fazie rywalizacji.